# Batagur trivittata
La tartaruga rugosa birmana (Batagur trivittata Duméril & Bibron, 1835) è una rara specie di tartaruga della famiglia dei Geoemididi.

## Descrizione
Carapace degli adulti, liscio e fortemente convesso, fino a 580 mm nelle femmine e circa la metà nei maschi. Immaturi con carapace bruno uniforme, crenato sul margine posteriore e dotato di una sporgente carena. Durante la stagione riproduttiva nei maschi il colore del carapace si schiarisce, mettendo in risalto le tre strisce (continue o interrotte) che lo percorrono longitudinalmente; le parti molli diventano bianco-argentee; la testa, verde o giallo-limone, è adornata da una mascherina nerastra sulla sommità del capo e da una striscia nera mediana che decorre dalle narici verso la nuca.

## Distribuzione e habitat
B. trivittata è una specie endemica del Myanmar. Ad oggi sono note solamente due popolazioni, localizzate in remoti affluenti del medio-alto corso del fiume Irrawaddy. Storicamente questa tartaruga popolava tutti i grandi fiumi della Birmania.

## Biologia
Limitate le conoscenze sulla biologia in natura. Riproduzione e nidificazioni tra dicembre e marzo.

## Conservazione
Lo status attuale della specie rimane incerto, ma il timore è che sia prossima all'estinzione. Dal 1935, infatti, non era pervenuta nessuna segnalazione attendibile, fino alla scoperta, nel 2002, di due nuclei riproduttivi. Sembra che tali popolazioni siano sopravvissute poiché nei villaggi locali è tradizionalmente vietata la caccia degli esemplari adulti. Tuttavia il prelievo delle uova e il bracconaggio stanno aggravando una situazione già di per sé drammatica. Attualmente sono in opera interventi del TSA per la gestione in situ ed ex situ, oltre alla ricerca di eventuali altre popolazioni superstiti.